# Szczutowo (gmina)
Szczutowo est une gmina rurale (gmina wiejska) de la powiat de Sierpc, dans la Voïvodie de Mazovie, dans le centre-est de la Pologne.
Son siège administratif (chef-lieu) est le village de Szczutowo et qui se situe environ 11 kilomètres au nord-ouest de Sierpc (siège de la powiat) et 125 kilomètres au nord-ouest de Varsovie (capitale de la Pologne).
La gmina couvre une superficie de 112,62 km2 pour une population de 4 417 habitants en 2006.

## Histoire
De 1975 à 1998, la gmina est attachée administrativement à la voïvodie de Płock.

Depuis 1999, elle fait partie de la voïvodie de Mazovie.

## Géographie
La gmina inclut les villages et localités de:

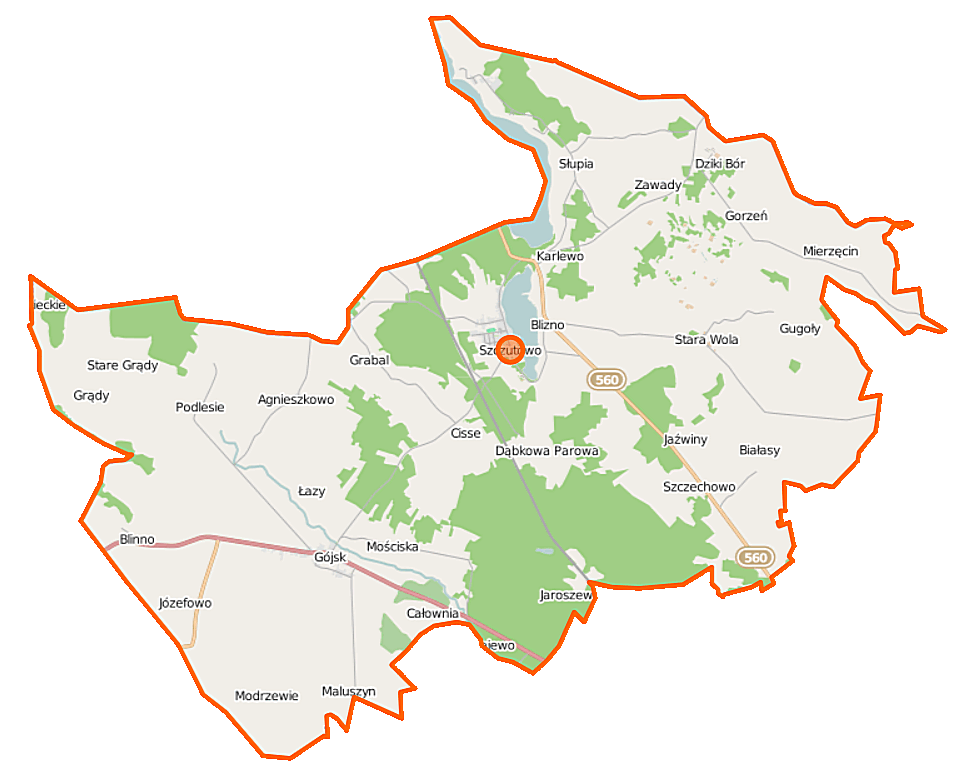
Plan de la gmina

- Agnieszkowo
- Białasy
- Blinno
- Blizno
- Całownia
- Cisse
- Dąbkowa Parowa
- Dziki Bór
- Gójsk
- Gorzeń
- Grabal
- Grądy
- Gugoły
- Jaźwiny
- Józefowo
- Karlewo
- Łazy
- Maluszyn
- Mierzęcin
- Modrzewie
- Mościska
- Podlesie
- Słupia
- Stara Wola
- Szczechowo
- Szczutowo

### Gminy voisines
La gmina de Szczutowo est voisine des gminy suivantes :
- Rogowo
- Rościszewo
- Sierpc
- Skępe
- Skrwilno

## Structure du terrain
D'après les données de 2002, la superficie de la commune de Szczutowo est de 112,62 km2, répartis comme telle :
- terres agricoles : 67%
- forêts : 23%

La commune représente 13,2% de la superficie du powiat.

## Démographie
Données du 31 mars 2004 :
| Description        | Total  | Total | Femmes | Femmes | Hommes | Hommes |
| ------------------ | ------ | ----- | ------ | ------ | ------ | ------ |
| Unité              | Nombre | %     | Nombre | %      | Nombre | %      |
| Population         | 4 393  | 100   | 2 239  | 51,8   | 2 154  | 48,2   |
| Densité (hab./km²) | 39,0   | 39,0  | 19,9   | 19,9   | 19,1   | 19,1   |